# Aphilopota approximans
Aphilopota approximans är en fjärilsart som beskrevs av W. Warren 1914. Aphilopota approximans ingår i släktet Aphilopota och familjen mätare. Inga underarter finns listade i Catalogue of Life.